# Jan Tombiński
Jan Tadeusz Tombiński (ur. 4 października 1958 w Krakowie) – polski historyk i dyplomata, ambasador Rzeczypospolitej Polskiej w Słowenii (1996–1998) i we Francji (2001–2006), stały przedstawiciel RP przy Unii Europejskiej (2007–2012), ambasador Unii Europejskiej na Ukrainie (2012–2016) i przy Stolicy Apostolskiej (2016–2020), chargé d’affaires RP w Niemczech (od 2024).

## Życiorys
W młodości uprawiał sport, był m.in. wicemistrzem Polski we florecie (1978). Został absolwentem Uniwersytetu Jagiellońskiego, na której to uczelni uzyskał tytuły zawodowe magistra germanistyki (1984) i historii (1985). Początkowo (1985–1987) pracował w bibliotece uniwersyteckiej na UJ, a później jako wykładowca w Instytucie Historii na tym uniwersytecie.
W latach 1981–1984 był wiceprzewodniczącym Niezależnego Zrzeszenia Studentów na Uniwersytecie Jagiellońskim, po wprowadzeniu 13 grudnia 1981 stanu wojennego działał w podziemnych strukturach NZS. Przez pewien czas był też przewodniczącym samorządu studenckiego na UJ. W maju 1988 został członkiem redakcji podziemnego pisma „Przegląd Wiadomości Strajkowych”, wydawanego w Krakowie przez komitet strajkowy „Solidarności” z Huty im. Lenina.
Od 1990 związany z polską dyplomacją. Do 1995 był zatrudniony w Ambasadzie RP w Pradze, kolejno w randze III, II i I sekretarza, a następnie radcy, radcy-ministra i radcy-ministra pełnomocnego. W latach 1995–1996 był radcą-ministrem pełnomocnym w Ambasadzie RP w Lublanie, a następnie w latach 1996–1998 pełnił funkcję ambasadora RP w Słowenii; był akredytowany także w Bośni i Hercegowinie. W latach 1998–2001 pracował w Ministerstwie Spraw Zagranicznych w Warszawie na stanowisku dyrektora Departamentu Europa. W 2001 ponownie objął kierownictwo przedstawicielstwa dyplomatycznego jako ambasador RP we Francji; stanowisko to zajmował do 28 grudnia 2006. W grudniu 2006 został mianowany stałym przedstawicielem RP przy Unii Europejskiej w Brukseli; funkcję tę objął w lutym 2007. Został z niej odwołany z końcem sierpnia 2012.
W tym samym roku powierzono mu funkcję ambasadora Unii Europejskiej na Ukrainie. W październiku 2016 rozpoczął natomiast misję na stanowisku ambasadora UE przy Stolicy Apostolskiej. Zakończył urzędowanie w sierpniu 2020. Powrócił do pracy w Akademii Dyplomatycznej MSZ. W 2022 został unijnym doradcą do spraw dyplomatycznych i europejskich przy rządzie Mołdawii. 20 sierpnia 2024 objął kierownictwo Ambasady RP w Berlinie jako chargé d’affaires.
Powołany w skład rady Fundacji Jeana Monneta na rzecz Europy w Lozannie oraz senatu Ukraińskiego Uniwersytetu Katolickiego we Lwowie.

## Życie prywatne
Posługuje się językami: angielskim, niemieckim, francuskim, włoskim, rosyjskim, czeskim, ukraińskim i słoweńskim. Żonaty z językoznawczynią Agnieszką Tombińską, z którą ma dziesięcioro dzieci.

## Odznaczenia i wyróżnienia
- 2012: Krzyż Komandorski Orderu Odrodzenia Polski, przyznany przez prezydenta Bronisława Komorowskiego (za wybitne zasługi w służbie zagranicznej, za osiągnięcia w podejmowanej z pożytkiem dla kraju pracy zawodowej i działalności dyplomatycznej)[18]
- 2005: Oficer Orderu Sztuki i Literatury (Francja)[19]
- 2018: Nagroda im. bł. ks. Emiliana Kowcza[20]

## Wybrane publikacje
- Hitler a neutralność Szwajcarii w latach 1933–1935, „Studia Historyczne”, t. 33, nr 1, 1990.
- Zwischen Indoktrination und Information – Fernsehen im posttotalitären Polen, „Zeitschrift für Kulturaustausch”, nr 2, 1990.
- Dyskusja nad projektem Unii Europejskiej w Lidze Narodów, „Zeszyty Naukowe Uniwersytetu Jagiellońskiego. Prace Historyczne”, nr 97, 1991.
- Stephena King-Halla wojna na listy, „Zeszyty Naukowe Uniwersytetu Jagiellońskiego. Prace Historyczne”, nr 99, 1991.
- Polsko-německý politický dialog, 1945–1991, „Mezinárodní vztahy”, t. 29, nr 4, 1994.
- Początki ruchu paneuropejskiego w Polsce, „Zeszyty Naukowe Uniwersytetu Jagiellońskiego. Prace Historyczne”, nr 118, 1995.
- Österreichische Antwort auf den Plan Briands, [w:] Plan Briand d'Union fédérale européenne. Perspectives nationales et transnationales, avec documents. Actes du Colloque international tenu à Genève du 19 au 21 septembre 1991, Lang, Berno 1998.
- L'entreprise face au défi européen: régulations et performances (współautor), Dunod, Paryż 2004.